# Dirck Kloosterman
Dirck Henry Kloosterman (n. 18 de marzo de 1933 en Avellaneda, provincia de Buenos Aires - 22 de mayo de 1973 en La Plata, provincia de Buenos Aires) fue un ingeniero y dirigente sindical argentino, secretario general del Sindicato de Trabajadores Mecánicos (SMATA) perteneciente a la CGT. Fue asesinado en un atentado que se atribuyeron las Fuerzas Armadas Peronistas (FAP) tres días antes de que asumiera el presidente constitucional Héctor Cámpora.

## Biografía y Trayectoria
De ascendencia neerlandesa, Kloosterman se recibió de ingeniero mecánico en la Universidad Nacional de La Plata. En 1962 se afilió al SMATA cuando ingresó como trabajador en la empresa Peugeot. En 1964, comenzó a actuar en el movimiento sindical como delegado de fábrica en la empresa Peugeot; al año siguiente fue elegido delegado paritario y posteriormente delegado y miembro de la Comisión Interna de Reclamos de Peugeot.
En 1966, fue elegido para formar parte del Consejo Directivo del SMATA como vocal, sindicato nacional de los trabajadores mecánicos, en cuyo ámbito se organizan los trabajadores de las empresas fabricantes de automóviles. 
En 1968, junto con José Rodríguez, fundó el Movimiento Nacional de Unidad Automotriz — Lista Verde. Esa agrupación ganó las elecciones nacionales del SMATA, y Kloosterman ocupó el cargo de secretario general, que ejercía cuando fue asesinado, y Rodríguez el de secretario general adjunto. Ese año la Confederación General del Trabajo (CGT) se dividió, debido a la postura "participacionista" de muchos dirigentes sindicales de primera línea; Kloosterman y Rodríguez no compartían la postura "participacionista", pero tampoco estuvieron a favor de establecer una central paralela, razón por la cual no integraron la CGT de los Argentinos, ubicándose en el grupo de los "independientes".
En 1969 fue elegido Vicepresidente para América Latina y el Caribe de la Federación Internacional de Trabajadores de la Industria Metalúrgica (FITIM). Kloosterman y Rodríguez vuelven a ganar las elecciones del sindicato en 1970 y 1972, conservando los cargos, respectivamente, para los períodos  1970/72y 1972/74.

## Logros
Durante su gestión como Secretario General, en 1970, se logra la eliminación de las llamadas “quitas zonales”, disminuciones salariales que afectaban a los trabajadores mecánicos fuera de Buenos Aires. En los años siguientes se adquirieron para el sindicato el campo recreativo  que hoy lleva su nombre, ubicado en la localidad de Cañuelas, el hotel “24 de Febrero” en Mar del Plata y la hostería “17 de Octubre” en Luján (San Luis).

## Blanco de la guerrilla peronista
El 8 de mayo de 1973, dos semanas antes de su asesinato, Kloosterman fue el tema de contratapa del N.º 0 de la revista El Descamisado, órgano de prensa de Montoneros. La “contrabiografía” detallaba su labor en Peugeot, cuestionando su función de “toma tiempo”, es decir quien debe establecer la duración de cada operación de fabricación; su alineamiento en la interna sindical; su papel como dirigente de la Federación Internacional de Trabajadores de la Industria Metalúrgica (FITIM) y sus 79 viajes al exterior, y su aspecto étnico ("holandés de ojos verdes”): su cara ocupaba el centro de un blanco de tiro.

## Su muerte
Dirck Kloosterman fue asesinado al mediodía del 22 de mayo de 1973, al momento de sacar su auto de su casa, ubicada en la calle 51 N.º 1617, de la ciudad de La Plata. Allí vivía con su esposa, hijos y su padre.

Kloosterman fue muerto de 4 balazos de arma corta a pocos metros de su domicilio particular a las 12.35 de ayer. Su esposa que se encontraba en la puerta de su domicilio fue testigo del atentado. Según testigos los disparos mortales fueron realizados por dos personas jóvenes que desde una hora antes se encontraban en el lugar simulando arreglar un automóvil Citroen.

El atentado fue reconocido por una de las facciones de las Fuerzas Armadas Peronistas (FAP) el "Comando Nacional". que en conferencia de prensa clandestina, se adjudicó el ajusticiamiento y entregó un documento:

Para lograr una patria sin explotadores no alcanza con depositar confianza en nuestro líder, hay que convertir esa confianza y consciencia de clase explotada en una organización capaz de enfrentar al enemigo para derrotarlo. No nos cruzaremos de brazos. Dentro del gobierno, gravitan viejos enemigos de la clase obrera. Nuestras exigencias no van a ser sólo de aumento salarial o mejores condiciones de vida, sino de lucha para eliminar el poder de los monopolios, las fuerzas armadas, la oligarquía y la burguesía.

## Homenajes
A 47 años de su asesinato, la Seccional SMATA Chubut recuerda a Dirck Kloosterman como "un ejemplo a seguir por quienes abrazaron la actividad sindical para servir y defender a los compañeros trabajadores. Ese es el legado que nos dejó «El Flaco» y la actitud que nos reclamaría si aún estuviese entre nosotros".
Calles de Monte Chingolo, Bahía Blanca,Mar del Plata y la ciudad de Córdoba, así como una estación de ferrocarril de la Línea General Roca ubicada en el partido de Cañuelas llevan su nombre.
El centro recreativo de SMATA de la localidad de Cañuelas lleva su nombre.